# La tentación de San Antonio (ópera)
La tentación de San Antonio es una ópera en seis escenas libreto y música de Luis Jaime Cortez basada en la obra homónima de Gustave Flaubert. La misma fue estrenada en 1999.

## Historia
Esta ópera, basada en la novela "La Tentation de Saint Antoine" de Gustave Flaubert, fue adaptada con música y textos en español por Luis Jaime Cortez, el cual es considerado un importante compositor mexicano contemporáneo.
La obra fue seleccionada para inaugurar el Teatro de las Artes de la Universidad de las Artes en la Ciudad de México, lo cual tuvo lugar en mayo de 1999. Ello le aseguró la atención de un público conocedor y de la crítica especializada, la cual coincidió en subrayar la calidad de la obra. No obstante tal positiva recepción, la obra no se ha repuesto en México.
Después de su estreno en México, Luis Jaime Cortez realizó una suite orquestal de la música de la ópera, la cual ha sido tocada por varias orquestas.
En 2004 la obra fue estrenada en los EE. UU. por parte de la Compañía UT Opera. En este caso la dirección estuvo a cargo de Robert DeSimone. Simultáneamente se estrenó la suite orquestal, la cual fue grabada bajo la dirección de Daniel Vega-Albela.
El autor ha afirmado que se plantea el "reto de retornar a concepciones razonables respecto de los presupuestos" y respecto a la creación de esta obra, que su "apuesta ha sido por una especie de ópera de cámara, por la imaginación más que por el exceso de recursos, con lo cual creo que se logra mucho más".
La crítica especializada ha subrayado la deuda de la partitura de esta obra con las obras de Schönberg y Berg.

## Acción

### Primera Escena
Presentación del conflicto. San Antonio exclama: “Hace tiempo, sentía como si se derramase una fuente de misericordia desde lo alto del cielo hasta mi corazón. Pero ahora esa fuente está seca. ¿Por qué?

### Segunda Escena
San Antonio lee la Biblia tratando de encontrar consuelo, pero solo consigue fortalecer sus angustias. Cada página leída al azar multiplica sus dudas. Lo atormentan voces y visiones.

### Tercera Escena
Aparece Hilarión, una especie de sombra o de recuerdo que penetra en la mente de San Antonio.

### Cuarta Escena
Aparece la Reina de Saba, cuyo cuerpo es “una sucesión de misterios”, intentando seducir a San Antonio.

### Quinta Escena
Aparecen múltiples emisarios de los más diversos pensamientos y religiones. Es un crisol que abarca Grecia y el Oriente: Helena, Arrio, Arsenio, el pueblo de los Astomi, Atis, Atanasio, Baiaam, Barbelo, Barcuf, Bardesanes, Basilides, Cerdón, Ceres, Cibeles, Constantino, Crispo, el profeta Manés, domina d´Alep, Ennoia, Erictonio, Filoiao, Harpócrates, Hermógenes, Iaarab, Kalanos, Simón, Sabello, San Clemente de Alejandría, Tertuliano, Zalmoxis

### Sexta Escena
Diálogo filosófico con el Diablo.

## Reparto del estreno
- Antonio: Salvador Ginori
- Hilarión: Manuel Betancourt
- La Reina de Saba / Priscila / Cibeles / Isis / Mujer joven : Mónica Ruiz
- Diablo I: Santiago Cumplido
- Diablo II / Valentino / Arrio / Simón / Apolonio: Juan Carlos Navarro
- El profeta Manés / Sabello / El Inspirado / El gimnosofista: Hugo Barreiro
- San Clemente de Alejandría / Tertuliano / El Inspirado / Damis: Arturo Hernández
- Diana / Elena / Mujer viuda: Lesbia Domínguez
- Una mujer / La Muerte: Teresa de Alcázar
- Las Eslquesaítas : Teresa de Alcázar y María Dolores Zavala
- Una voz: Mireya Martí
- Ensemble de las Rosas
- Dirección Luis Berber

## Recepción
- 1998: estreno de la ópera en la Ciudad de México
- 2004 (7 de marzo) estreno en el McCullough Theatre en los EE. UU. con la compañía UT Opera
- 2006 (15 de enero): estreno de la suite orquestal por la Orquesta Filarmónica de la Ciudad de México

## Literatura complementaria
- Diccionario de la música española e hispanoamericana (DMEH), obra auspiciada por la Sociedad General de Autores y Editores (SGAE) y por el Instituto Nacional de las Artes Escénicas y de la Música (INAEM) del Ministerio de Educación, Cultura y Deporte de España.
- Gabriel Pareyón. Diccionario de Música en México. México: Secretaría de Cultura de Jalisco 1995.
- Octavio Sosa. Diccionario de la ópera mexicana. México: CNCA 2005.